# 교락
교락(交絡, confounding), 교란변수, 교란요인, 외부 결정변수 또는 잠복변수는 인과 추론에서 독립변수와 종속변수 모두에 영향을 주어 허위 상관을 유발하는 변수이다. 교락은 인과관계 개념이므로 상관관계나 연관성의 관점에서 설명할 수 없다. 교란변수의 존재는 상관관계가 인과관계를 의미하지 않는 이유를 정량적으로 설명하는 중요한 요소이다. 일부 표기법은 시스템 요소 간의 인과 관계에서 교란 요인의 존재, 존재 가능성 또는 존재하지 않음을 식별하기 위해 명시적으로 설계되었다.
교락은 내부 타당성에 대한 위협이다.

## 같이 보기
- 사례 증거
- 인과 추론
- 심슨의 역설